# ما بين العوالم
ما بين العوالم هي رواية فنتازيا وخيال علمي من تأليف نيل غيمان ومايكل ريفز. نُشر الكتاب في عام 2007 من قبل إي أو إس، وهو جزء من دار نشر هاربر كولنز. تحكي قصة جوي هاركر الذي يحاول، مع مجموعة من الأشخاص الآخرين من أماكن مختلفة من الأرض في عدة أكوان متوازية، أن يمنع قوتي السحر والعلم من الاستيلاء على الأرض.

## ملخص الحبكة
جوي هاركر هو طالب في المدرسة الثانوية المتوسطة يعيش في غرينفيل. كان لديه مشكلة في إيجاد طريقه نحو منزله، ناهيك عن المدينة. وفي رحلة ميدانية نفّذها أستاذ الدراسات الاجتماعية، السيد ديماس، وجد جوي نفسه ضائعًا في المدينة. ثم دخل ضبابًا غريبًا وعندما تبدد، كان كل شيء قد تغير. كانت جميع السيارات ذات ألوان زاهية وسيارات الشرطة تومض باللونين الأخضر والأصفر بدلًا من الأزرق والأحمر. عاد إلى المنزل واكتشف أنه لم يعد له وجود، وبدلًا من ذلك وجد فتاةً تدعى جوزفين تعيش هناك. ركض خارجًا والتقى رجلًا مُرتديًا قناعًا معكوسًا. قدّم الرجل نفسه بأنه يدعى جاي. قبل أن يشرح له جاي أي شيء، ظهر ثلاثة رجالٍ مرتدين ملابس رماديةً، وواقفين على أقراصٍ فضيةٍ عائمةٍ، وكلهم حاولوا التقاط جوي باستخدام الشباك الفضية. يركض جوي، ويدخل الضباب مرةً أخرى عن غير قصدٍ.
خاف جوي من العودة إلى المنزل الذي لا وجود له فيه، لذلك قرر الذهاب إلى السيد ديماس طلبًا للمساعدة. عندما التقى السيد ديماس، شعر السيد بالصدمة لرؤية جوي، وأخبره أنه قد غرق العام الماضي وأنه بنفسه قد سحب جسد جوي من النهر. ظهرت فجأة امرأة في الغرفة، سحرت جوي حتى يتبعها. تُسمّي نفسها السيدة إنديغو ثم انضم إليها رجلان آخران. يدعى الأول سكاراباس، لديه وشوم روحانية على كامل جسده. أما الثاني، فهو رجلٌ ذو بشرة شفافة، يُطلق عليه اسم نيفيل. نقلوا جوي إلى سفينة طائرة، اسمها لاكريما موندي.
تتجه السفينة إلى لا مكان على الإطلاق، وهو نوع من الفضاء الترابطي. كانوا يتجهون نحو مكان يسمى «إتش إي إكس برايم». وقبل أن يتمكنوا من الوصول إلى هناك، وصل جاي وساعد جوي على الهروب، وتسبّب لنفسه بإصابات خلال هذه العملية. فتح جوي بعد ذلك بوابةً إلى عالمٍ متعدد الأبعاد، إذ لا يُسمح سوى بدخول الكائنات الحية وال إم دي إل إف (كائنات متعددة الأبعاد أو الكائنات الطينية). خرج جوي وجاي ووصلا إلى الصحراء. وهناك شرح جاي لجوي أنه كان جزءًا من منظمة تدعى ما بين العوالم وكانت مهمتهم هي الحفاظ على توازن الكون عن طريق إيقاف القوة العلمية (الثنائية) التي تجعل العالم علميًا للغاية، وتوقف أيضًا القوة السحرية (إتش إي إكس) عن جعل العوالم سحرية جدًا. قال جاي أيضًا أن جوي لديه القدرة على «المشي»، أو الدخول في «الأبعاد البينية» وغيرها من الأبعاد بسرعة وفعالية.
قابلوا بعد دخولهم مرةً ثانية إلى «في الفترات الفاصلة»، كائنًا طينيًا يشبه الفقاعة ويتواصل مع الآخرين عن طريق الألوان. يبدو أنه محاصرٌ بشيء ما. يقترب منه جوي محاولًا تحريره، لكن يظهر فجأة ثعبان عملاق يعضّ جاي (كُشف عنه في الكتاب الثاني وهو يُسمى غيرادون). يُقتَل الثعبان ولكن جاي كان قد بدأ يحتضر بالفعل. وقبل موته، أعطى لجوي الاتجاهات التي تساعده على الوصول إلى مدينة بيس، إذ يوجد هناك ما بين العوالم. وعندما كان يلفظ أنفاسه الأخيرة، أظهر لجوي معادلةً رياضيةً من شأنها أن تؤدي إلى مدينة بيس.

## روابط خارجية
- ما بين العوالم على موقع الموسوعة البريطانية (الإنجليزية)